# Montgomery Wilson
William Stewart Montgomery "Bud" Wilson, född 20 augusti 1909 i Toronto, död 15 november 1964, var en kanadensisk konståkare.
Wilson blev olympisk bronsmedaljör i konståkning vid vinterspelen 1932 i Lake Placid.